# Icon (Film)
Icon ist ein romantisches Coming-of-Age-Drama von Tony Ahedo, das im März 2021 beim Cinequest Film Festival seine Premiere feierte.

## Handlung
Anfang der 2010er Jahre. Der junge Sam Tolentino befindet sich in der Blüte seines bislang recht sorglosen Lebens. Er lebt in Florida, fährt am liebsten Skateboard und hat einige gute Freunde. Er lebt mit seiner alleinerziehenden Mutter Lisa zusammen, die hart arbeitet, um Sam ein gutes Leben zu ermöglichen. Über seinen Vater, der sie für eine andere Frau verlassen hat und im Gefängnis ist, will Lisa am liebsten gar nicht reden.
Als ihm seine neue Freundin Ana von einer ungewollten Schwangerschaft berichtet und ihm sagt, sie brauche 850 Dollar für eine Abtreibung, erklärt Sam anfänglich, dies sei nicht sein Problem. Doch dann erkennt er, dass er durchaus involviert ist, und will das Geld für die Abtreibung irgendwie herbeischaffen, auch wenn er dafür kriminell werden muss.
Nachdem Sam nun selbst sieht, welche Schwierigkeiten das Leben als Erwachsener für einen bereithält und gelernt hat, was es bedeutet, Verantwortung zu übernehmen, beschäftigt er sich mit seinem Vater und lässt die Erinnerungen an diesen mit 8-mm-Homevideos wieder aufleben, bevor sie völlig verblassen.

## Produktion
Regie führte Tony Ahedo, der auch das Drehbuch schrieb. Der Absolvent des Ringling College of Art & Design gibt mit Icon nach einer Reihe von Kurzfilmen sein Spielfilmdebüt. Icon baut auf seinem gleichnamigen Kurzfilm aus dem Jahr 2015 auf. Ahedo erklärte, der Film sei von einer wahren Geschichte inspiriert, die ihm sein Vater erzählt habe.
Parker Padgett spielt in der Hauptrolle Sam Tolentino Jr., Julie Denton spielt seine Mutter Lisa und Tony Demil seinen Vater Sam Tolentino Sr. Devon Hales ist in der Rolle von Sams Freundin Ana zu sehen.
Eine erste Vorstellung erfolgte am 20. März 2021 beim Cinequest Film Festival. Im April 2021 soll er beim Florida Film Festival gezeigt werden.

## Rezeption
Alan Ng von filmthreat.com schreibt, auch wenn sich die Handlung auf Papier wie eine Seifenoper lesen mag, fühle sich alles in Icon authentisch an und werde zum Glück nie zum Melodram. Auch wenn Vieles in Icon vorhersehbar ist, sei der Film doch über die Klischees erhaben, so Ng und befindet „Viva la Indie!“ Besonders lobt er Parker Padgett in der Rolle von Sam, die er brillant spiele. Er trage den gesamten Film, sei dessen Herz und gerate dabei nie ins Stocken.